# Dioscorea submigra
Dioscorea submigra är en enhjärtbladig växtart som beskrevs av Reinhard Gustav Paul Knuth. Dioscorea submigra ingår i släktet Dioscorea och familjen Dioscoreaceae. Inga underarter finns listade i Catalogue of Life.